# Guan Xiaotong
Dans ce nom chinois, le nom de famille, Guan, précède le nom personnel Xiaotong.
Pour les articles homonymes, voir Guan.
Guan Xiaotong, (chinois simplifié : 关晓彤 ; pinyin : Guān Xiǎotóng) née le 17 septembre 1997 à Pékin, est une actrice et chanteuse chinoise d'origine mandchoue.
Elle est considérée comme l'une des « nouvelles actrices quatre Dan de la génération 95 » par la Télévision centrale de Chine.

## Biographie

### Jeunesse et formation
Née à Pékin, son père est acteur et son grand-père est le fondateur de Beijing Qinshu.
En 2016, elle fréquenté l'Académie du cinéma de Pékin.

### Carrière internationale
En 2003, elle battiré l'attention lorsqu'elle joue dans Nuan (en) de Huo Jianqi, adapté de la nouvelle de Mo Yan.
Deux ans plus tard, elle devient célèbre en tant qu'actrice enfant grâce dans Wu ji, la légende des cavaliers du vent de Chen Kaige.
En 2018, elle joue dans Sweet Combat et Shadow de Zhang Yimou,.
En 2017, elle est ambassadrice de la campagne du Programme des Nations Unies pour l'environnement, du Fonds international pour la protection des animaux et de The Nature Conservancy.

### Vie personnelle
Le 8 octobre 2017, Guan et Lu Han, sa co-star dans Sweet Combat, ont admis qu'ils sortaient ensemble,.

## Filmographie

### Cinéma
- 2005 : Wu ji, la légende des cavaliers du vent : Qing Cheng (jeune)
- 2012 : Hua pi 2 : Princesse Jing (jeune)
- 2013 : Switch : Xiao Yueyue
- 2018 : Shadow : Princesse Qingping
- 2024 : Vice-versa 2 : Joie (doublage)

### Télévision
- 2013 : Fleurs et Brume : Xue Hua (jeune)
- 2018 : Sweet Combat : Jin Hee-jung